# Julija Bravikova
Julija Jurevna Bravikova (in russo Юлия Юрьевна Бравикова?; Orël, 17 luglio 1999) è un'ex ginnasta russa, ritiratasi nel 2018, per via di un infortunio alla gamba.

## Carriera

### Junior
Nel 2012 si classificò dodicesima ai suoi primi Nazionali Russi, dietro ad Arina Averina. Sempre nello stesso anno partecipa all'Aeon Cup in Giappone, dove arriva seconda dietro a Kacjaryna Halkina.
Nel 2013 vince i Nazionali Russi davanti ad Aleksandra Soldatova. In seguito, si aggiudica anche i titoli dei Grand Prix di Mosca e della World Cup di Bucarest. Partecipa ancora all'Aeon Cup, dove vince il titolo della gara a team con Jana Kudrjavceva e Margarita Mamun. Vince anche l'oro alla Gymnasiade di Brasilia.
Nel 2014 diventa ancora la campionessa nazionale ai Nazionali Russi. Vince altri ori al Grand Prix di Mosca e alle World Cup di Debrecen e Pesaro. Partecipa ai Campionati Europei Juniores di Baku, dove vince due ori: nella gara a team (con Veronika Poljakova, Irina Annenkova e Olesja Petrova) e nella finale al cerchio. A inizio luglio si infortuna a una gamba. Da tempo inserita nella lista dei partecipanti ai Giochi Olimpici Giovanili del 2014, viene sostituita da Irina Annenkova.

### Senior
Il 2015 lo trascorse in panchina, per via del suo infortunio. Apparse alla World Cup di Kazan' facendo delle esibizioni.
Nel 2016 partecipa ai Nazionali Russi, arrivando decima. In seguito cambia allenatrice, passando alla celebre Daria Kondakova.
Nel 2017 partecipa al Grand Prix di Mosca, dove arriva settima nell'all-around e seconda alle clavette, dietro a Dina Averina. Ai Nazionali Russi, invece, arriva settima. Al Grand Prix di Kiev, guadagna un argento al cerchio e due ori a clavette e nastro. Al Grand Prix di Thiais partecipa con Dina Averina. Arriva prima al nastro, seconda al cerchio e alle clavette, tera alla palla e nell'all-around. Partecipa al Grand Prix di Marbella, arrivando terza nell'all-around dietro ad Arina Averina e vincendo l'argento al cerchio. Partecipa alla sua prima World Cup, la World Cup di Portimão, arrivando prima davanti a Elizaveta Lugovskich nell'all-around e vincendo l'argento a cerchio e clavette e il bronzo al nastro. Partecipa al Grand Prix di Holon, arrivando seconda dietro a Dina Averina, e vincendo l'oro a clavette e cerchio e il bronzo al nastro. Partecipa alla World Cup di Berlino dove arriva seconda dietro Kacjaryna Halkina, prima alle clavette e seconda al nastro. Alla World Challenge Cup di Minsk arriva quarta nell'all-around dietro a Kacjaryna Halkina e prima a clavette e nastro. Insieme a Ekaterina Seleznëva rappresenta la Russia alle Universiadi di Taipei, dove vince l'oro all-around, al cerchio, al nastro, alle clavette e l'argento alla palla.
Nel 2018 partecipa al Grand Prix di Mosca, arrivando terza nell'all-around dietro a Dina e Arina Averina.
Nel novembre 2018 annuncia il suo ritiro dalle pedane internazionali, a causa del suo infortunio, all'età di soli diciannove anni.

## Palmarès

### Europei juniores
| Anno | Città | Risultato | Specialità |
| ---- | ----- | --------- | ---------- |
| 2014 | Baku  | Oro       | Cerchio    |
| 2014 | Baku  | Oro       | Team       |

### Universiadi
| Anno | Città  | Risultato | Specialità |
| ---- | ------ | --------- | ---------- |
| 2017 | Taipei | Oro       | All-Around |
| 2017 | Taipei | Oro       | Cerchio    |
| 2017 | Taipei | Argento   | Palla      |
| 2017 | Taipei | Oro       | Clavette   |
| 2017 | Taipei | Oro       | Nastro     |

### Coppa del mondo
| Anno | Città    | Risultato | Specialità |
| ---- | -------- | --------- | ---------- |
| 2017 | Portimão | Oro       | All-Around |
| 2017 | Portimão | Argento   | Cerchio    |
| 2017 | Portimão | Argento   | Clavette   |
| 2017 | Portimão | Bronzo    | Nastro     |
| 2017 | Berlino  | Argento   | All-Around |
| 2017 | Berlino  | Oro       | Clavette   |
| 2017 | Berlino  | Argento   | Nastro     |
| 2017 | Minsk    | Oro       | Clavette   |
| 2017 | Minsk    | Oro       | Nastro     |